# 翁贝托·扎诺利尼
翁贝托·扎诺利尼（義大利語：Umberto Zanolini，1887年3月31日—1973年2月12日），生于布雷西亚，意大利前男子竞技体操运动员。他曾获得1912年夏季奥运会体操比赛男子团体全能金牌。